# Egmont Reis
Egmont Reis (* 5. Dezember 1944) ist ein deutscher Architekt.
Egmont Reis wuchs in Freiburg im Breisgau auf. Ab 1964 studierte er Architektur an der Technischen Hochschule Karlsruhe, wo er 1974 die Diplom-Hauptprüfung bei Gunnar Martinsson ablegte. Anschließend war er Mitarbeiter bei Rolf Lederbogen und Wolf Dietrich Weigert. 1977 legte er das Zweite Staatsexamen ab. 1978 wurde er Bauassessor am Erzbischöflichen Bauamt Heidelberg, dessen Leitung er zum 1. Mai 1985 übernahm. 1988 wurde er zum Erzbischöflichen Baudirektor ernannt, 1992 zum Erzbischöflichen Oberbaudirektor. 2009  trat er in den Ruhestand.

## Bauten
- 1981–1985: Erweiterung der Pfarrkirche St. Laurentius in Obrigheim
- 1985–1987: Erweiterung der Pfarrkirche St. Maria Immaculata in Dallau
- Oberleitung beim Wiederaufbau des Hochaltares, der Innenrenovation und der liturgischen Neugestaltung der Jesuitenkirche in Mannheim
- Umbau der alten Kirche in Schollbrunn
- Umbau und Erweiterung des Altenheims St. Michael in Heidelberg